# Jeroen Zeinstra
Jeroen Zeinstra (Witmarsum, 6 februari 1975) geniet binnen de Nederlandse atletiekwereld bekendheid als trainer van 1500 m-atleet Ate van der Burgt. Daarnaast is hij zelf ook nog actief als langeafstandsloper, waarbij hij in clubverband uitkomt voor atletiekvereniging AV Pallas '67 uit Wageningen. Hij begon zijn loopcarrière bij W.A.V. Tartlétos uit Wageningen en was later lid van Prins Hendrik in Vught.
In 2006 is Zeinstra begonnen als trainer. Tot op heden is Van der Burgt zijn enige atleet. Hun gezamenlijke doel was deelname aan de Olympische Spelen in Peking (2008) en de wereldkampioenschappen in Berlijn (2009). Beide doelen werden niet bereikt.

## Persoonlijke records
Baan
| Onderdeel | Prestatie | Datum        | Plaats  |
| --------- | --------- | ------------ | ------- |
| 1500 m    | 4.01,97   | 21 juli 2004 | Ninove  |
| 3000 m    | 8.32,65   | 16 mei 2005  | Vught   |
| 5000 m    | 14.39,48  | 31 juli 2004 | Heusden |
| 10.000 m  | 31.33,22  | 2 april 2005 | Drunen  |

Weg
| Onderdeel | Prestatie | Datum            | Plaats  |
| --------- | --------- | ---------------- | ------- |
| 10 km     | 31.06     | 15 februari 2004 | Schoorl |